# 미엥지즈드로예

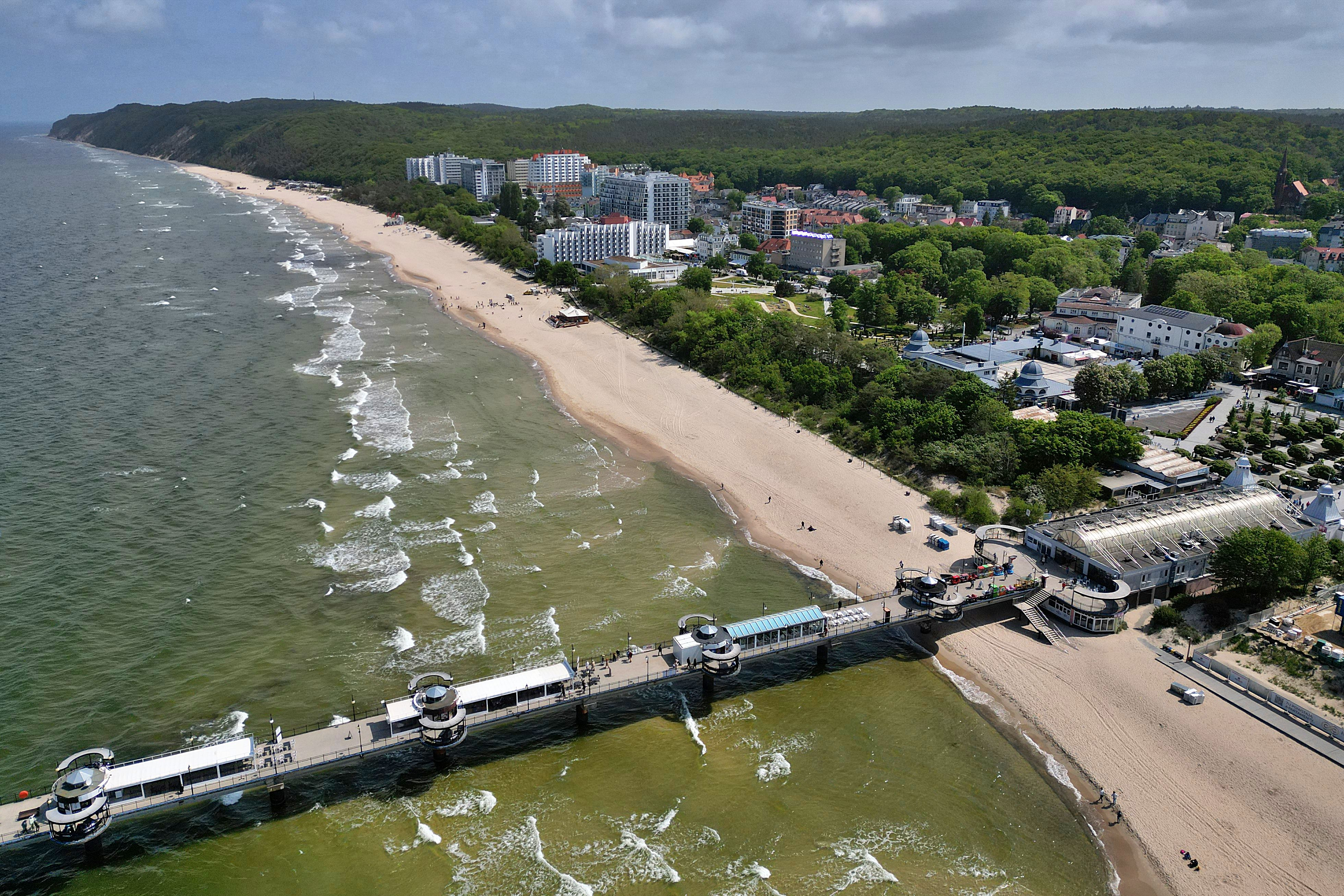
미엥지즈드로예

미엥지즈드로예(폴란드어: Międzyzdroje, 독일어: Misdroy 미스드로이[*])는 폴란드 북서부 서포모제주에 위치한 도시로 면적은 4.51km2, 인구는 5,443명(2016년 기준)이다. 발트해 연안 볼린섬에 위치하며 온천, 백사장으로 유명한 관광지이기도 하다.

시 문장

## 역사
12세기 말에 카미엔포모르스키 주교구가 소유한 마을이 형성되었으며 슬라브족, 게르만족 주민들이 농업, 목축업, 어업, 양봉업, 수렵에 참여했다. 30년 전쟁 이후에는 스웨덴의 지배를 받았고 1715년 스톡홀름에서 체결된 평화 조약에 따라 프로이센에 편입되었다.
1899년에는 슈체친과 시비노우이시치에를 연결하는 철도가 개통되었다. 1945년 제2차 세계 대전의 종전과 함께 폴란드에 편입되면서 독일계 주민들이 추방되었고 도시 지위를 부여받았다.